# Víctor Manuel Barceló Rodríguez

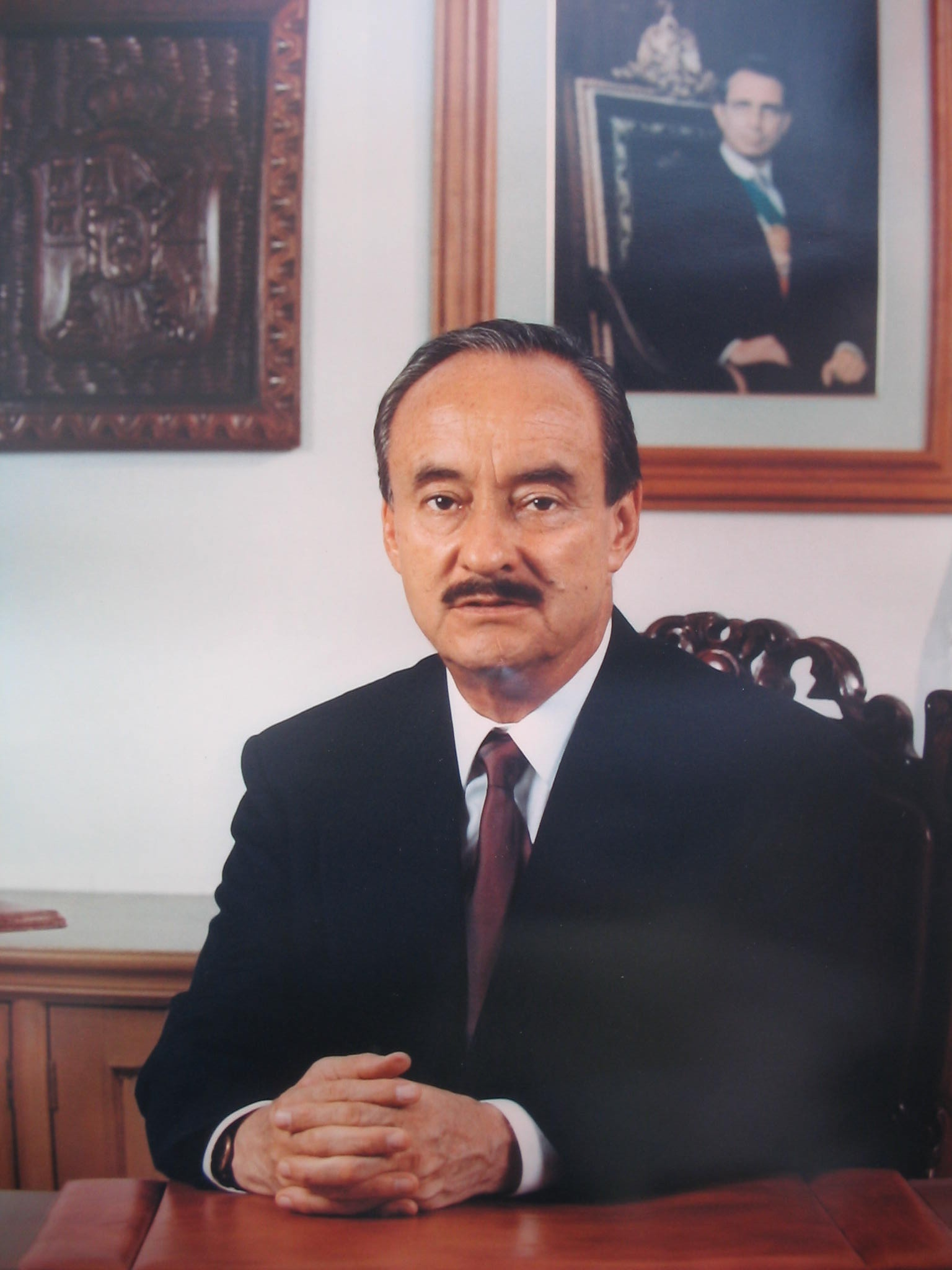
Víctor Manuel Barceló Rodríguez

Víctor Manuel Barceló Rodríguez (* 1936 in Emiliano Zapata, Tabasco (Mexiko)) ist ein ehemaliger mexikanischer Botschafter und Interims-Gouverneur des Bundesstaates Tabasco.

## Leben
Víctor Manuel Barceló Rodríguez trat 1953 in die Partido Revolucionario Institucional ein. In der PRI war er 1953 bei der Jugendorganisation, 1976 bis 1979 bei der Comisión de Asuntos Internacionales des CEN, von 1979 bis 1980 stellvertretender Leiter der IEPES, von 1981 bis 1986 Mitglied des Comité Nacional de Ideología. Víctor Manuel Barceló Rodríguez studierte von 1953 bis 1955 an der Escuela Normal Superior. Von 1958 bis 1962 absolvierte er an der Universidad Nacional Autónoma de México ein Studium der Betriebswirtschaft. Er war Staatssekretär in der Secretaría de Educación Pública. 1965 war Víctor Manuel Barceló Rodríguez Wirtschaftsattaché in Buenos Aires und Montevideo. Von 1970 bis 1979 war er mexikanischer Botschafter in Bern und Vertreter der mexikanischen Regierung bei den Vereinten Nationen in Bern. Von 1979 bis 1982 leitete er den staatlichen Rüstungsbetrieb Fábrica Nacional de Maquinaria y Herramientas. Von 1981 bis 1985 leitete er das Instituto de Capatación Agraria. Von 1985 bis 1988 war er Staatssekretär für Organisation und ländliche Entwicklung. 1999 war er Gouverneur im Bundesstaat Tabasco. Von 1999 bis 2000 leitete er das Comité Administrador del Programa Federal de Construcion de Escuelas (Bundesschulbauprogrammverwaltung). Von 1964 bis 1965 war er Sekretär an der Escuela Nacional de Economia an der UNAM. Von 1961 bis 1965 hatte er eine Professur an der UNAM.
Von 1967 bis 1970 hatte er eine Professur an der Universidad de Buenos Aires.

## Veröffentlichungen
- México: geopolítica y relaciones internacionales. Universidad Juárez Autónoma de Tabasco, México, 1994.
- El papel de la organización campesina en el proceso de reforma agraria integral" en El Economista Mexicano, Colegio Nacional de Economistas, vol. XIX, núms. 3/4, cuarto trimestre 1986 y primero de 1987
- México en la integración económica latinoamericana, América Latina integración o dependencia, Política XXI, México, su crisis económica

| Vorgänger              | Amt                                                                  | Nachfolger                |
| ---------------------- | -------------------------------------------------------------------- | ------------------------- |
| Juan Rebolledo Clément | mexikanischer Botschafter in Bogotá 30. April 1963 bis 1964          | Celestino Herrera Frimont |
| Carlos Paz Cordero     | mexikanischer Botschafter in Bogotá 1. April 1971 bis 1. Januar 1974 | Jaime Jiménez Muñoz       |
| Roberto Madrazo        | Gouverneur von Tabasco 1999                                          | Roberto Madrazo           |